# Leptogenys angustinoda
Leptogenys angustinoda es una especie de hormiga del género Leptogenys, subfamilia Ponerinae. Fue descrita por Clark en 1934.

## Distribución
Se encuentra en Australasia.